# The End, So Far
The End, So Far (с англ. — «Конец, Пока Далёк») — седьмой студийный альбом американской метал-группы Slipknot, вышедший 30 сентября 2022 года на лейбле Roadrunner Records. Это первый альбом, в записи которого принял участие Майкл Пфафф, заменивший Криса Фена в марте 2019 года, и это последний альбом, вышедший на Roadrunner, с которым коллектив сотрудничал с 1998 до 2022 года.

## Об альбоме
19 мая 2021 года Шон Крейен сообщил, что группа занимается созданием новой музыки. В статье, опубликованной Loudwire 9 июня 2021 года, Крейен сообщил, что новый альбом Slipknot, возможно, выйдет в 2021 году. Он также добавил, что после выхода седьмого студийного альбома группа расстаётся с Roadrunner Records.
В ноябре 2021 года группа начала делать тизеры нового материала на сайте thechapeltownrag.com. Несколько фрагментов песни были показаны на веб-сайте, что привело к предположениям о новом сингле. 4 ноября группа подтвердила эти догадки, а на следующий день, 5 ноября, сингл «The Chapeltown Rag» вышел в свет и впервые был сыгран на живом выступлении на Knotfest в Лос-Анджелесе, Калифорния. В декабре 2021 года фронтмен коллектива Кори Тейлор сообщил, что группа планирует сведение своего седьмого студийного альбома в январе и надеется выпустить его к апрелю 2022 года. Он также заявил, что предпочитает материал с их предстоящего седьмого студийного альбома материалу с альбома We Are Not Your Kind.
20 июля 2022 года группа анонсировала альбом, который получил название The End, So Far. Также Slipknot выпустили новую песню «The Dying Song (Time to Sing)» и клип на неё. 5 августа вышел третий сингл «Yen». Альбом выпущен 30 сентября 2022 года.
22 августа 2022 года группа объявила, что будет выпущено девять специальных изданий альбома, каждое из которых будет содержать фотографию одного из участников группы на обложке.

## Список композиций
| №                   | Название                        | Длительность |
| ------------------- | ------------------------------- | ------------ |
| 1.                  | «Adderall»                      | 5:40         |
| 2.                  | «The Dying Song (Time to Sing)» | 3:23         |
| 3.                  | «The Chapeltown Rag»            | 4:51         |
| 4.                  | «Yen»                           | 4:45         |
| 5.                  | «Hive Mind»                     | 5:15         |
| 6.                  | «Warranty»                      | 3:51         |
| 7.                  | «Medicine for the Dead»         | 6:16         |
| 8.                  | «Acidic»                        | 4:50         |
| 9.                  | «Heirloom»                      | 3:31         |
| 10.                 | «H377»                          | 4:23         |
| 11.                 | «De Sade»                       | 5:39         |
| 12.                 | «Finale»                        | 5:07         |
| Общая длительность: | Общая длительность:             | 57:31        |

## Участники записи
Slipknot
- Кори Тейлор (#8) — вокал, бэк-вокал
- Мик Томсон (#7) — ритм-гитара
- Джеймс Рут (#4) — гитара
- Шон Крейен (#6) — перкуссия, бэк-вокал
- Майкл Пфафф — перкуссия, бэк-вокал
- Сид Уилсон (#0) — DJ, клавишные, «вертушки»;
- Крэйг Джонс (#5) — сэмплирование, клавишные, медиа
- Алессандро Вентурелла — бас-гитара, пианино
- Джей Вайнберг — ударные, перкуссия

## Чарты
| Чарт (2022)                                          | Наивысшая позиция |
| ---------------------------------------------------- | ----------------- |
| Австралия (ARIA)                                     | 1                 |
| Бельгия/Валлония (Ultratop)                          | 3                 |
| Бельгия/Фландрия (Ultratop)                          | 4                 |
| Великобритания (UK Albums Chart)                     | 1                 |
| Великобритания (UK Rock & Metal Albums Chart)        | 1                 |
| Германия (Offizielle Top 100)                        | 1                 |
| Ирландия (Irish Albums Chart)                        | 7                 |
| Италия (FIMI)                                        | 20                |
| Канада (Canadian Albums Chart)                       | 2                 |
| Литва (AGATA)                                        | 79                |
| Нидерланды (Album Top 100)                           | 6                 |
| Новая Зеландия (RMNZ)                                | 2                 |
| США (Billboard 200)                                  | 2                 |
| США (Billboard Top Rock Albums)                      | 1                 |
| Финляндия (Suomen virallinen lista)                  | 2                 |
| Франция (SNEP)                                       | 5                 |
| Швейцария (Schweizer Hitparade)                      | 1                 |
| Швеция (Sverigetopplistan)                           | 2                 |
| Швеция (Swedish Hard Rock Albums, Sverigetopplistan) | 1                 |
| Шотландия (Scottish Albums Chart)                    | 3                 |
| Япония (Japanese Combined Albums, Oricon)            | 12                |
| Япония (Japanese Hot Albums, Billboard Japan)        | 9                 |
| Япония (Oricon)                                      | 11                |